# Guerle-Villa

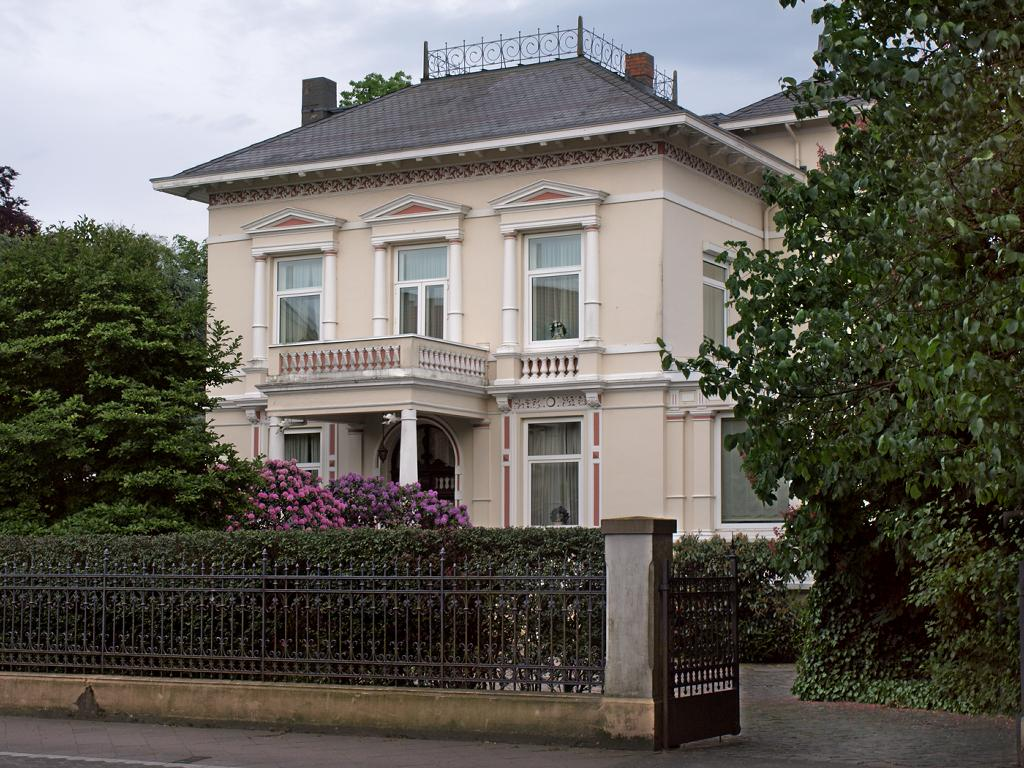
Die Guerle-Villa in Uetersen

Die Guerle-Villa  ist ein denkmalgeschütztes Gebäude in Uetersen.  
Die Villa ist ein zweigeschossiges Wohnhaus im Stil des Historismus mit klassizistischen Gestaltungsmerkmalen an den Fassaden. Das Gebäude ist durch Vorbauten differenziert im äußeren Gesamtbild. Im Inneren befinden sich in fast jedem Raum Stuckfriese mit unterschiedlichen Dekoren. Erbaut wurde die Villa um 1900 im Auftrag der Viehhändler und Brauereibesitzer Knoop und Hauschild aus Uetersen. Das Haus war nach seiner Fertigstellung das größte Gebäude des damaligen Fleckens Uetersen. Später wurde der Tabakfabrikant Adolf Guerle (1860–1915) Eigentümer und Namensgeber des Gebäudes. Dessen Familie bewohnte das Gebäude bis in die frühen 1980er-Jahre. Heute wird das Haus von mehreren Mietparteien bewohnt.
Das Gebäude steht wegen seines hohen architektonischen, städtebaulichen Wertes und der diversen Verzierungen im Inneren als Kulturdenkmal unter Denkmalschutz.
- Siehe auch: Bildtafel der Kulturdenkmale in Uetersen
- Siehe auch: Liste der Kulturdenkmale in Uetersen